# آنتوان ساموئل آدام-سالومون
آنتوان ساموئل آدام-سالومون (زاده ۹ ژانویه ۱۸۱۸ – درگذشته ۲۸ آوریل ۱۸۸۱) مجسمه‌ساز و عکاس فرانسوی بود.

## زندگی حرفه‌ای
آنتوان ساموئل آدام-سالومون در یک خانواده یهودی فرانسوی در ۹ ژانویه ۱۸۱۸ در لافرته-سو-جوره، سن-ت-مارن، فرانسه به دنیا آمد. پدرش، ناتان هرشل سالومون، آرزو داشت که او یک تاجر بشود. او پس از یک کار کوتاه به عنوان مدل‌ساز در کارخانه سفال‌سازی «جیکوب پتیت» در فونتن بلو، بورسیه تحصیلی برای تحصیل مجسمه‌سازی در پاریس دریافت کرد. او همچنین برای تحصیل به سوئیس و انگلیس سفر کرد. از مجسمه‌های برجسته او می‌توان به مجسمه‌های نیم تنه پیر-ژان دو برانژه، آلفونس دو لامارتین، جواکینو روسینی، ماری آنتوانت اشاره کرد.

## عکاسی
آدام-سالومون پس از تثبیت شدن به عنوان یک مجسمه‌ساز، در سال ۱۸۵۸ در مونیخ زیر نظر پرتره‌نگار فرانتس هانفستانگل، عکاسی را آموخت و پیشه خود کرد. او یک عکاس برجسته پرتره شد. آدام-سالومون به پاریس بازگشت و در سال ۱۸۵۹ یک استودیوی پرتره و در سال ۱۸۶۵ دومین استودیوی پاریس را افتتاح کرد. در سال ۱۸۷۰ آدام-سالومون به عضویت انجمن فرانسوی عکاسی درآمد و در همان سال نشان لژیون دونور را دریافت کرد. عکس‌های پرتره آدام-سالومون از بهترین آثار موجود در طول زندگی او به حساب می‌آمدند و به خاطر سایه‌روشن‌هایشان که با تکنیک‌های نورپردازی خاص تولید می‌شدند شهرت داشتند.

### پذیرش عکاسی به عنوان هنر
عکاسی آدام-سالومون نقشی اساسی در پذیرش جریان اصلی عکاسی به عنوان یک شکل هنری ایفا کرد. به عنوان مثال، در سال ۱۸۵۸، شاعر آلفونس دو لامارتین، عکاسی را به عنوان «این اختراع تصادفی هرگز هنر نخواهد بود، بلکه فقط یک سرقت ادبی از طبیعت از طریق یک لنز است» توصیف کرد. مدت کوتاهی بعد، لامارتین پس از دیدن عکس‌های آدام-سالومون، نظر خود را تغییر داد.

### ستایش انتقادی
پوشش آثار سالومون در مطبوعات فرانسه به نسبت ده به یک از آثار فلیکس نادار بیشتر بود. پس از نمایشگاه پاریس در سال ۱۸۶۷، منتقد روزنامه تایمز (بریتانیا) تصاویر سالومون را «بی‌همتا»، «فراتر از ستایش»، «بهترین پرتره‌های عکاسی در جهان» توصیف کرد.

## جوایز
در سال ۱۸۷۰ آدام-سالومون به عضویت انجمن فرانسوی عکاسی درآمد. او در همان سال با فرمانی در ۹ اوت ۱۸۷۰ نشان شوالیه را در لژیون دونور فرانسه دریافت کرد.

## آثار منتخب

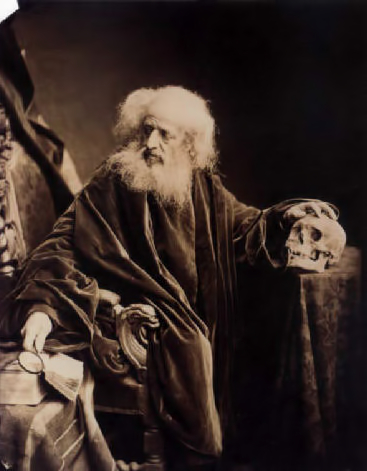
فیلسوف
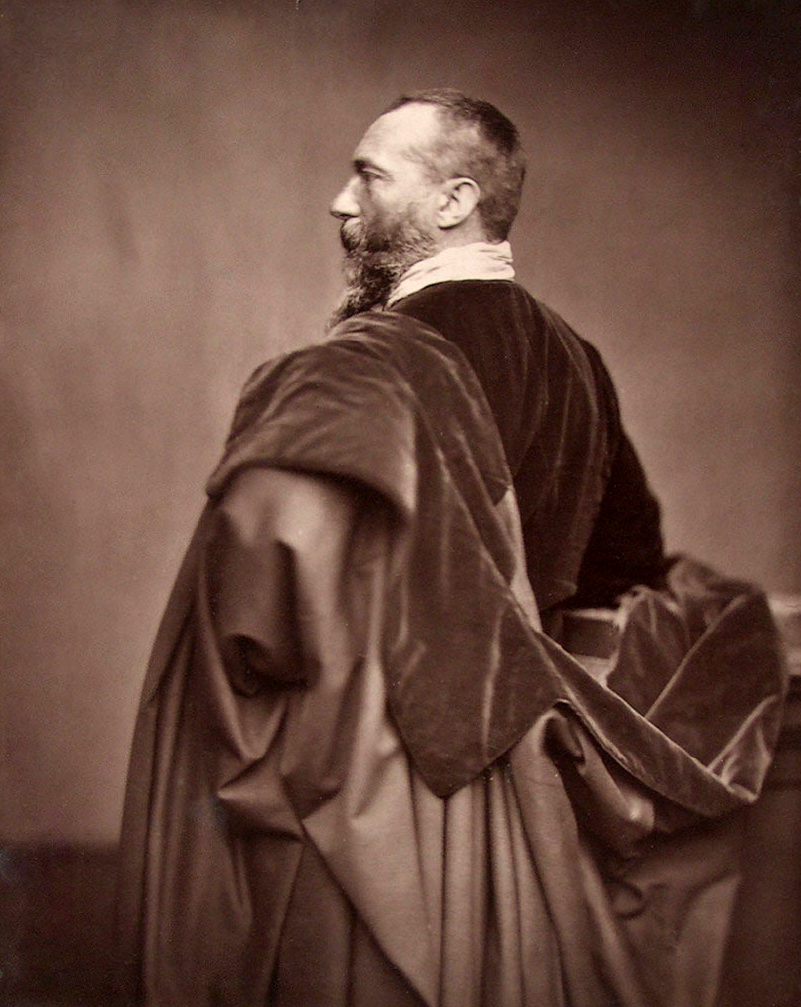
آلفونس کار، منتقد، روزنامه نگار و رمان نویس فرانسوی.
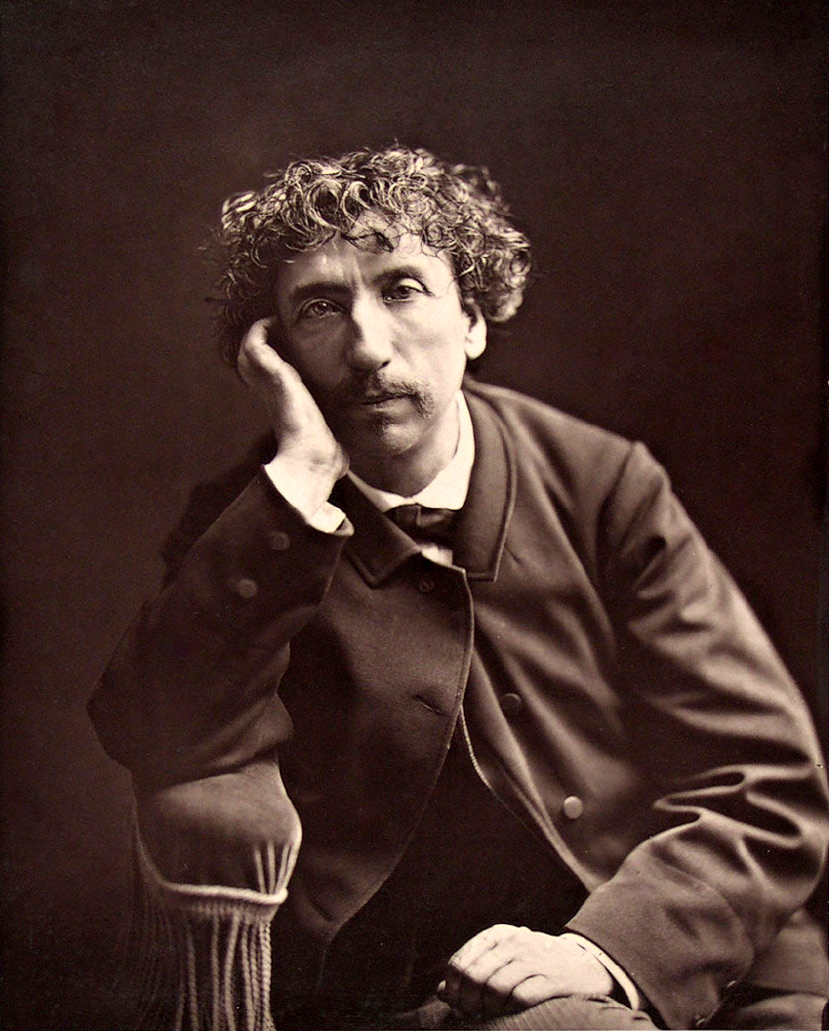
شارل گارنیه، معمار فرانسوی.
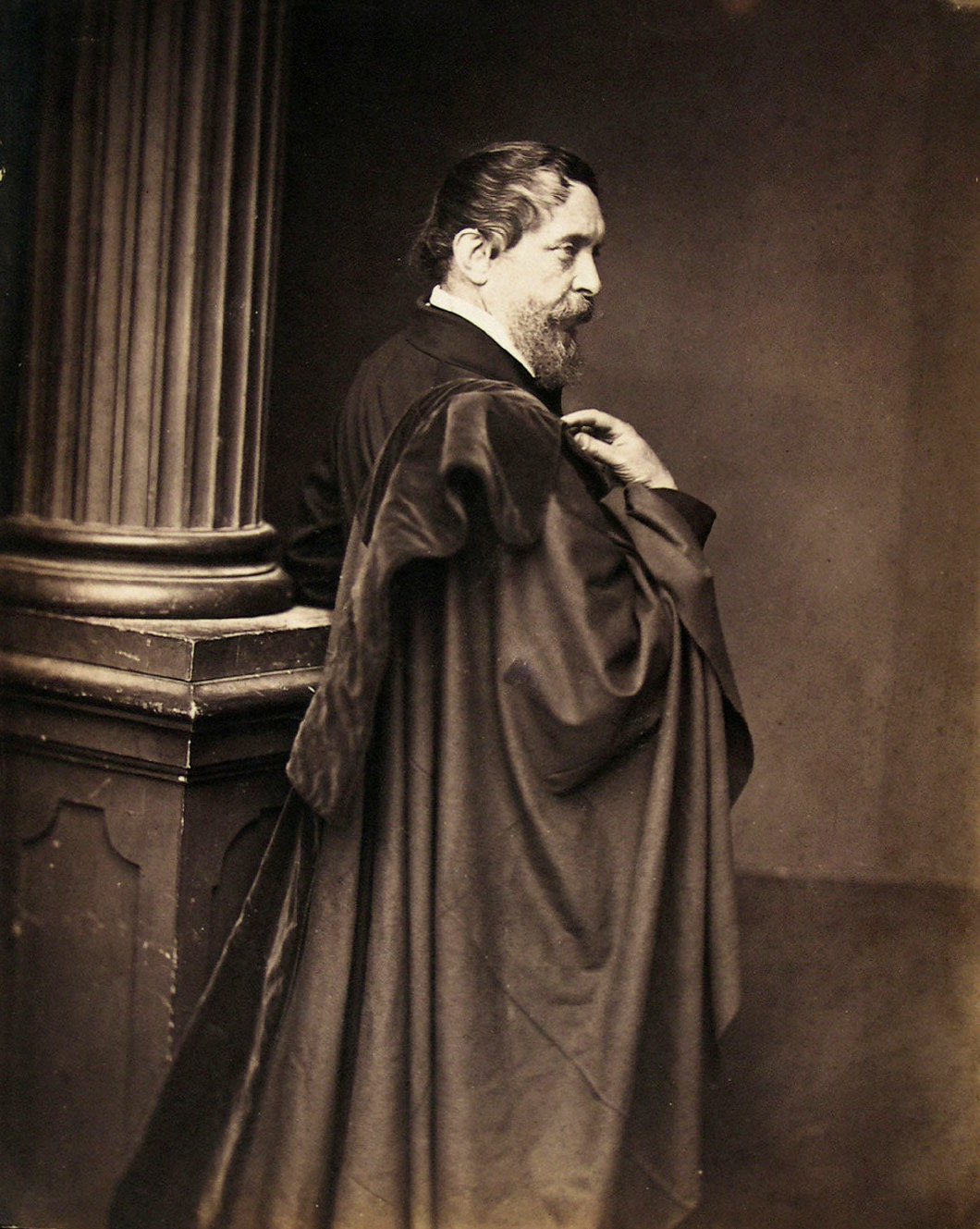
لایوش کشوت، سیاستمدار و انقلابی مجارستانی.
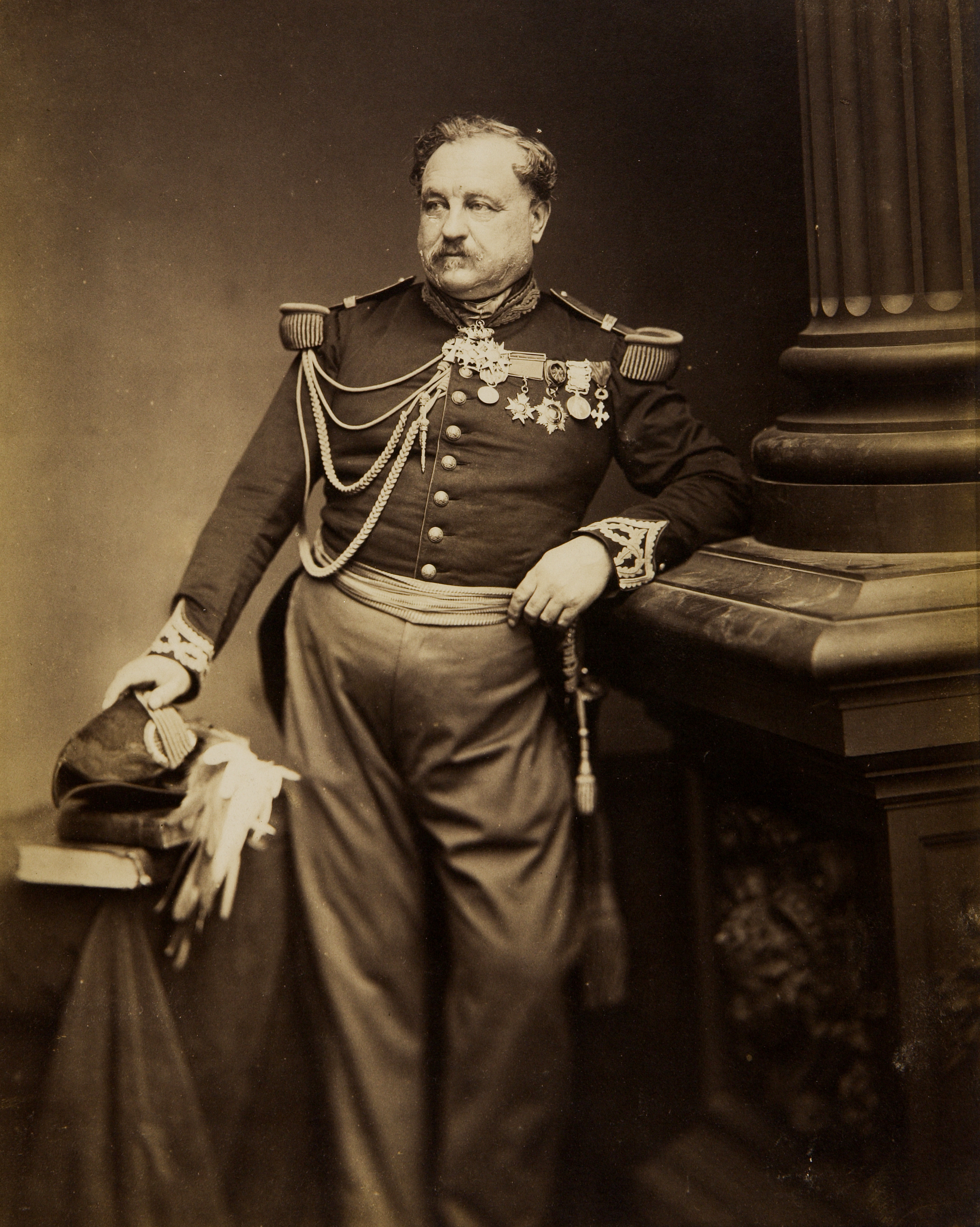
"ژنرال جیروفلور"، هویت نامشخص است.